# Dương Mạc Thăng
Dương Mạc Thăng (sinh 1946) là đại biểu Quốc hội Việt Nam khóa X. Ông thuộc đoàn đại biểu Cao Bằng.
Dương Mạc Thăng sinh ra trong gia đình cách mạng. Cha ông là Dương Mạc Thạch, bí danh Xích Thắng là Chính trị viên đầu tiên của Đội Việt Nam Tuyên truyền giải phóng quân, Phó bí thư Tỉnh ủy Hà Giang.
Năm 1956, Dương Mạc Thăng theo cha lên Hà Giang học tập. Bạn học gọi Thăng là “thủ lĩnh” vì từ vui chơi, học tập, gặp ai hoạn nạn khó khăn thì Dương Mạc Thăng là người khởi xướng, dẫn đầu giúp đỡ. Năm 1964, được cha, bạn bè động viên, ông học Đại học Nông nghiệp tại Cuba để sau này có tri thức cống hiến xây dựng quê hương.
Năm 1974, sau khi đi du học về, Dương Mạc Thăng giảng dạy tại Trường Đại học Nông nghiệp III, Thái Nguyên.
Năm 1980, ông trở về quê hương công tác, làm Phó Chủ tịch huyện Nguyên Bình. Năm 1990 - 1993, ông giữ cương vị Bí thư Huyện ủy Nguyên Bình.
Năm 1994 - 2000 - 2005, ông chuyển công tác lên tỉnh làm Trưởng ban Kinh tế Tỉnh ủy, Ủy viên Trung ương Đảng, Bí thư Tỉnh ủy. Đến năm 2000 - 2005, với cương vị Bí thư Tỉnh ủy, ông tham mưu cho Ban Thường vụ thực hiện chiến lược phát triển KT - XH cho tỉnh, như: phát triển kinh tế cửa khẩu, phát triển du lịch - dịch vụ; phát triển thị xã Cao Bằng thành thành phố Cao Bằng để làm động lực cho các huyện, khác phát triển; đầu tư Khu di tích lịch sử Pác Bó...